# Championnat de Mauritanie de football 2010-2011
Navigation
Édition précédente Édition suivante
La saison 2010-2011 du Championnat de Mauritanie de football est la trente-deuxième édition de la Première Division, le championnat national de première division en Mauritanie. Les neuf équipes engagées sont regroupées au sein d'une poule unique où elles affrontent deux fois leurs adversaires, à domicile et à l'extérieur.
C'est le FC Nouadhibou qui remporte la compétition cette saison après avoir terminé en tête du classement, ne devançant le FC Tevragh Zeïna qu'à la différence de buts. L'ASAC Concorde complète le podium. C'est le troisième titre de champion de Mauritanie de l'histoire du club.
Le championnat est bouleversé par l'exclusion pour raisons financières de trois équipes avant son démarrage : l'ASC Nasr de Sebkha, l'ASC Mauritel et l'ACAS Teyarett. Par conséquent, la compétition ne se déroule qu'avec neuf clubs et il n'y a aucune relégation en fin de saison. En revanche, pour permettre l'extension du championnat à 14 clubs dès la saison prochaine, cinq équipes de deuxième division sont promues.

## Participants
- ASC Nasr de Sebkha
- CF Cansado
- ASC Mauritel
- ACS Ksar
- ASAC Concorde
- ASC Police - Promu de D2
- ASC Kédia
- ACAS Teyarett
- ASC El Ahmedi
- ASC Imraguens - Promu de D2
- FC Nouadhibou
- FC Tevragh Zeïna

## Compétition

### Classement
Le classement est établi sur le barème de points suivant : victoire à 3 points, match nul à 1, défaite à 0.
| Rang | Équipe                   | Pts | J  | G  | N | P  | Bp | Bc | Diff |
| ---- | ------------------------ | --- | -- | -- | - | -- | -- | -- | ---- |
| 1    | FC Nouadhibou            | 38  | 16 | 12 | 2 | 2  | 25 | 6  | +19  |
| 2    | FC Tevragh ZeïnaC        | 38  | 16 | 12 | 2 | 2  | 25 | 7  | +18  |
| 3    | ASAC Concorde            | 28  | 16 | 9  | 1 | 6  | 26 | 16 | +10  |
| 4    | CF CansadoT              | 28  | 16 | 8  | 4 | 4  | 22 | 16 | +6   |
| 5    | ACS Ksar                 | 23  | 16 | 7  | 2 | 7  | 20 | 23 | -3   |
| 6    | ASC Kédia                | 19  | 16 | 6  | 1 | 9  | 10 | 17 | -7   |
| 7    | ASC ImraguensP           | 14  | 16 | 4  | 2 | 10 | 13 | 27 | -14  |
| 8    | ASC El Ahmedi            | 12  | 16 | 2  | 6 | 8  | 11 | 19 | -8   |
| 9    | ASC PoliceP              | 5   | 16 | 1  | 2 | 13 | 5  | 26 | -21  |
|      | ASC Nasr de Sebkha exclu |     |    |    |   |    |    |    |      |
|      | ASC Mauritel exclu       |     |    |    |   |    |    |    |      |
|      | ACAS Teyarett exclu      |     |    |    |   |    |    |    |      |

|  | Champion de Mauritanie 2010-2011                                                           |
|  | Exclusion du championnat                                                                   |
|  | T : Tenant du titre C : Vainqueur de la Coupe de Mauritanie P : Promu de deuxième division |

## Bilan de la saison
| Championnat de Mauritanie de football 2010-2011 |                          |
| Champion                                        | FC Nouadhibou (3e titre) |
| Coupes et trophées                              |                          |
| Vainqueur de la Coupe de Mauritanie 2010-2011   | FC Tevragh Zeïna         |
| Qualifications continentales                    |                          |
| Ligue des champions de la CAF 2012              | Aucun                    |
| Coupe de la confédération 2012                  | Aucun                    |
| Promotions et relégations                       |                          |
| Promus en Première division                     | ASC Entente FC Sebkha    |
| Promus en Première division                     | UC Lasa                  |
| Promus en Première division                     | ASC Nasr Zem Zem         |
| Promus en Première division                     | FC Legwareb-Trarza       |
| Promus en Première division                     | ASC Armée Nationale      |
| Relégués en Deuxième division                   | Aucun                    |